# Cunizza hirlanda
Cunizza hirlanda är en fjärilsart som först beskrevs av Stoll 1790.  Cunizza hirlanda ingår i släktet Cunizza och familjen vitfjärilar. Inga underarter finns listade i Catalogue of Life.